# République du Yucatán
 (octobre 2015).
 (juin 2012).
Si vous disposez d'ouvrages ou d'articles de référence ou si vous connaissez des sites web de qualité traitant du thème abordé ici, merci de compléter l'article en donnant les références utiles à sa vérifiabilité et en les liant à la section « Notes et références ».
1841–1848
Entités précédentes :
- République centraliste mexicaine

Entités suivantes :
- Deuxième République fédérale

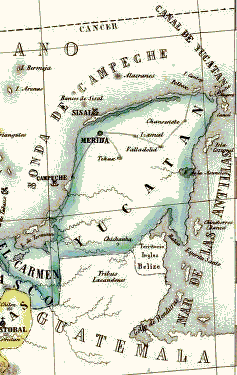
Intendencia de Yucatán.

Au XIXe siècle le territoire du Yucatán, correspondant aux États mexicains actuels de Campeche, de Quintana Roo et de Yucatán, décida de rechercher son indépendance par rapport au Mexique, car les Yucatèques souhaitaient un gouvernement fédéraliste, et non centraliste, comme l'était devenu le Mexique sous la présidence de Santa Anna.

## Histoire

### Précédents

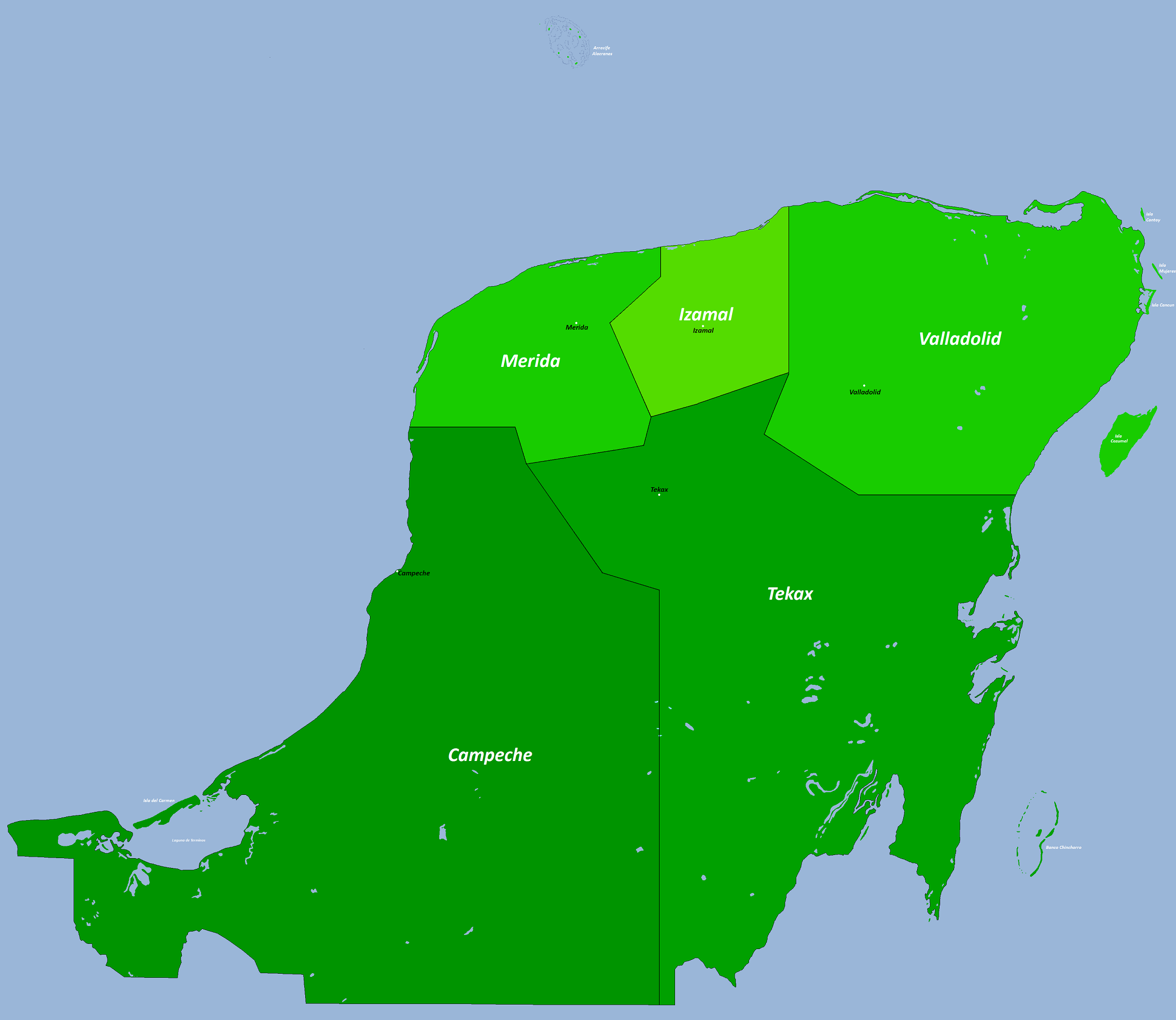
Division administrative de la république du Yucatán.

Depuis 1617, le Yucatán était considéré comme étant une « Capitanía » générale de la Nouvelle-Espagne, mais du fait de sa situation géographique, le territoire gardait une certaine autonomie.  La province de Yucatán s'étendait alors sur les territoires actuels des États de Campeche, Quintana Roo, Tabasco et Yucatán, et sur le nord du Petén (Guatemala) et de Belize. En 1786, l'Espagne appliqua au Mexique le régime des intendances et le territoire devint alors l'Intendencia de Yucatán.
Lors de l'indépendance du Mexique, un groupe de notables citoyens du Yucatán se réunit dans l'église de San Juan à Mérida, pour discuter les nouvelles sur la guerre d'indépendance qui se déroulait dans le centre du Mexique. Quand la Constitution de Cadix fut promulguée, ce groupe se joignit à un autre groupe fondé par Vicente María Velázquez, prêtre de l'église de San Juan, Manuel Jiménez Solís, Lorenzo de Zavala et José Matías Quintana, père de Andres Quintana Roo. Ce groupe sera connu après par le nom des sanjuanitas.
Le terme « république » apparut pour la première fois dans la Constitution politique du Yucatán de 1825 : « ... Le Yucatán jure fidélité, reconnaissance et obéissance au gouvernement du Mexique, s'il est libéral et représentatif sous les conditions suivantes : 1.- Que l'union de Yucatán sera celle d'une république fédérée et que pourtant elle aura droit à former une constitution particulière et établir les lois qui conviennent a son bonheur... »
Lors de l'adoption d'un système central par le Mexique en 1835, la condition de république fédérée qui correspondait au Yucatán disparut.  Ceci provoqua le mécontentement au sein de la population de la péninsule où l'on commença à penser à une république entièrement indépendante du Mexique.

#### Le cas de l'Amérique centrale
Quand la Nouvelle-Espagne obtint son indépendance en 1821, elle prit la forme d'un Premier Empire mexicain dont fut couronné empereur Agustín de Iturbide. Profitant du mouvement de libération, quelques régions s'incorporèrent au nouvel empire, comme l'Amérique centrale, pour s'en séparer peu de temps après. Ce fut le cas du Guatemala, bien que la région du Chiapas s'en sépara ultérieurement par un vote pour être incorporée au Mexique.

#### Le cas texan
Le territoire du Texas rechercha l'indépendance vis-à-vis du Mexique pour la même raison que le Yucatán : l'aspiration à faire partie d'une fédération et à jouir d'une certaine autonomie. Le premier vice-président de la république du Texas (1836-1845), ultérieurement annexée aux États-Unis, était un Mexicain né au Yucatán, Lorenzo de Zavala.

#### Pacte fédéral
Le cas du Yucatán était similaire à celui du Guatemala, il n'avait adhéré à l'éphémère empire d'Iturbide que pour se libérer de l'Espagne et quand cet empire fut dissous et se transforma en république, le Yucatán décida de se joindre au nouveau pacte fédéral, mais d'une manière beaucoup plus sérieuse et moins intéressée. Le Yucatán rejoignit le nouveau pacte tant que la nouvelle république constituerait une fédération et que les décisions du centre « n'affecteraient pas le bonheur des Yucatèques ».
En 1839, dans la Fédération d'Amérique centrale, une rébellion orchestrée par Rafael Carrera (1814-1865) contre le président du Honduras Francisco Morazán (1792-1842) renverse le gouvernement en place. À la fin du mandat du président en 1839 et en 1842, à sa mort, provoquée par sa politique autoritaire, la Fédération se disloque pour donner place à cinq pays bien indépendants : le Guatemala, le Honduras, le Salvador, le Nicaragua et le Costa Rica.

#### Conflit culturel avec le Mexique
Le Yucatán était un État ayant une façon de penser très différente du reste du pays. Cette différence est due à diverses raisons tel que le passé préhispanique : le Mexique est héritier d'une culture aztèque, le Yucatán est héritier des Mayas ; Mexico-Tenochtitlan fut conquis par Hernán Cortés, Yucatán par Francisco de Montejo. Le Yucatán a toujours été un territoire où les idées libérales dominaient et fut le premier État au Mexique à décréter la liberté de culte et à défendre ardemment le fédéralisme.

#### Fédéralistes et centralistes
Au sein du gouvernement mexicain, deux politiques se disputaient la primauté à cette époque. Les fédéralistes ont plaidé pour l’équilibre des pouvoirs entre les trois branches de l’État: exécutif, législatif et judiciaire. Les centralistes ont centré toute autorité sur le président de la République. Les fédéralistes ont gouverné le Mexique depuis la naissance de la République jusqu’en 1835, ce qui correspond à des relations calmes et pacifiques entre le Mexique et le Yucatán. En 1835, les centralistes prirent le pouvoir au Mexique et nommèrent le gouverneur du Yucatán. Comme le Yucatán perdait de plus en plus son autonomie, son peuple envisageait plus sérieusement la possibilité de sa propre indépendance et de la formation d’une seconde république

### La république indépendante de Yucatán
La Constitution fédérale de 1824 avait satisfait pleinement les désirs des Yucatèques, définissant les états comme des entités souveraines et ayant le pouvoir de s'autogouverner, tout en restant réunis dans la nation mexicaine. Les fédéralistes défendent la Séparation des pouvoirs et les centralistes se concentrent sur la défense des pouvoirs et de l'autorité du président de la république.
En 1835, les centralistes prennent le pouvoir et depuis la ville de Mexico, le gouverneur du Yucatán est nommé. De plus le gouvernement central exige des paysans yucatèques de lutter dans la guerre contre le Texas ; ce qui détériore la situation économique et indigne la population en général. Les fédéralistes se soulèvent contre le gouvernement mexicain.

#### La déclaration d'indépendance
Les troupes fédéralistes du Yucatán, commandées par le capitaine Santiago Imán, prennent la ville de Valladolid et, le 12 février 1840, émettent un acte dans lequel est exigé le rétablissement du fédéralisme comme forme de gouvernement pour lutter contre la pauvreté sur le territoire. L'acte demande la restauration de la Constitution de 1824. 
Six jours plus tard, les troupes de la garnison de Mérida (capitale de la péninsule), sous le commandement d'Anastasio Torrens suivi de nombreux sympathisants, signent l'acte qui appuie le mouvement de Valladolid et proclament l'indépendance du territoire yucatèque tant que le gouvernement centraliste mexicain ne reconnait pas que l'État du Yucatán est libre et indépendant et tant que la Constitution fédérale n'est pas restaurée. La ville de Campeche (appartenant au Yucatán) se rend aux fédéralistes en juin après un siège militaire.
Le gouvernement centraliste déclare la guerre au Yucatán. Le 1er octobre 1841, la Chambre des députés locale approuve l'Acte d'indépendance de la Péninsule du Yucatán. Le premier article de l'acte déclare : « le peuple du Yucatán, en plein usage de sa souveraineté s'érige en république libre et indépendante de la nation mexicaine. »

#### Don Andrés Quintana Roo
Les incessants soulèvements militaires qui ont lieu au Mexique finissent par affaiblir le gouvernement du président Anastasio Bustamante. Santa Anna (1794-1876) réunit tous les rebelles à Tacubaya (es)  et occupe la présidence en octobre 1841.
Le Yucatán n'appuie cependant pas ledit mouvement, respectant l'accord qui spécifie de refuser d'obéir aux mandats mexicains tant qu'il n'y a pas de gouvernement fédéraliste. Santa Anna charge Andrés Quintana Roo (1787-1851, né à Mérida, dans l'État du Yucatán) d'établir un dialogue avec les autorités yucatèques et le « Congrès Yucatèque » afin de réincorporer l'État au Mexique.
Apparemment, le travail de Quintana Roo aboutit et les traités des 28 et 29 novembre 1841 sont signés. Par ceux-ci, le Yucatán conserve ses lois et droits de douane, ainsi que la libre circulation des marchandises aux frontières de la République entre autres avantages pour l'État du Yucatán.

#### Plan de Tacubaya
Dans la ville de Mexico, siège du gouvernement centraliste de Santa Anna, les traités restent lettre morte. Le gouvernement centraliste exige que le Yucatán retourne au Mexique et accepte pleinement le plan de Tacubaya (es) (1857), et que le territoire yucatèque se soumette aux lois du Congrès établies par Santa Anna. De plus, il est exigé que le Yucatán rompe toute relation avec le Texas, le Mexique étant en guerre contre les Texans. Différentes voies diplomatiques sont empruntées, mais toutes échouent.

#### Le drapeau mexicain amené
Le 16 mars 1841, le premier Pouvoir Municipal Constitutionnel de Mérida est rassemblé, quand un groupe de personnes entre dans la salle dirigé par Miguel Barbachano y Terrazo (1807-1859, futur gouverneur de l'État). Sans violence et sans armes, il est demandé au Conseil Municipal que soit envoyée au Congrès la demande d'indépendance du Yucatán. L'acceptant, le Conseil Municipal déchaine l'euphorie du groupe et selon le récit, un tonnerre d'applaudissements unanimes s'ensuit. En pleine euphorie, quelques membres du groupe enlèvent le drapeau mexicain, et lèvent le drapeau yucatèque. Officiellement, quelques jours plus tard, le drapeau mexicain est enlevé des bateaux et édifices en faveur du drapeau yucatèque.

#### Invasion armée de la péninsule
Le général Santa Anna envoie des forces militaires dans la péninsule afin d'abattre les fédéralistes. En août 1842, un escadron militaire mexicain se présente sur les côtes de l'île de Carmen, escadron composé de quatre navires de guerre commandés par le capitaine Tomás Marín venu exiger la réincorporation du Yucatán à la République mexicaine. En peu de jours, ils prennent contrôle de la ville sans rencontrer de résistance militaire.
Les voies d'accès du Yucatán pour le Mexique central sont alors forcément par voie navale, les communications terrestres étant inexistantes, la voie navale étant aussi plus rapide depuis la ville de Mexico (via le port de Veracruz).
Les troupes santanistes sont renforcées par 4 000 hommes amenés de Veracruz et avançaient vers leur objectif : Campeche, ville protégée par ses murs construits pour se défendre des attaques des pirates. Ils prennent la ville de Champotón, et, après plusieurs tentatives de prendre Campeche, se décident à se diriger vers la capitale, Mérida. Ils débarquent dans le port de Telchac, et prennent une par une les villes de Motul, Tixkokob et Tixpéhual. Les troupes mexicaines arrivent à Pacabtún dans les environs de Mérida. L'armée du gouvernement centraliste apprend que les Yucatèques se préparent à défendre Mérida, et attend un renfort de 11 000 indiens mayas. Le 24 avril 1843, les généraux Peña et Barragán (centralistes mexicains) se décident à retirer leurs troupes par la mer jusqu'à Tampico.

#### Constitution de 1841
La Constitution du Yucatán est novatrice pour son époque, proposant entre autres innovations :
- droits individuels : droits fondamentaux pour tous les habitants de l'État, nationaux ou étrangers,
- liberté de culte dans son article 79 (« personne ne pourra être inquiété pour ses opinions religieuses, et aussi bien ceux qui viennent de s'établir dans le pays, que leurs descendants, seront garantis dans l'exercice de la fonction publique et le respect de leurs religions respectives. »), la religion d'État demeurant le catholicisme,
- établissement d'un jury populaire (en son article 69),
- suppression des privilèges civils ou militaires (dans l'article 73),
- (et surtout) figure de l'« amparo » (procédure constitutionnelle visant à garantir les libertés individuelles contre les décisions étatiques de quelque niveau qu'elles soient, incluse dans l'article 8 et l'alinéa I de l'article 62).

### Réincorporation temporaire au sein du Mexique
Santa Anna refuse de reconnaître l'indépendance du Yucatán et interdit l'entrée de navires avec le drapeau yucatèque sur le territoire mexicain, interdisant aussi le transit de navires mexicains au Yucatán. Ce geste anéantit tout le commerce de la péninsule avec le Mexique et l'économique yucatèque en est profondément affectée.
L'économie yucatèque est très touchée et, sans le commerce avec le Mexique, la situation devient difficile. Barbachano, sur la base de la défaite militaire de Santa Anna, décide de négocier avec le gouvernement centraliste.
Le Yucatán pose ses conditions au gouvernement central et le conflit est résolu sous le gouvernement de Santa Anna, qui, le 5 décembre 1843, signe des conventions accordant au Yucatán une pleine autonomie, avec réintégration tout en maintenant ce caractère exceptionnel. La réincorporation de la région au Mexique lui donne une situation différente du reste des états ; le commerce entre les ports yucatèques et mexicains est rétabli. Le territoire du Yucatán demeure une entité souveraine et avec la possibilité d'élire ses gouvernants sur son propre territoire, situation exceptionnelle vis-à-vis des États mexicains.
La situation change rapidement quand le gouvernement national déclare en février 1844 que les lois exceptionnelles du Yucatán sont incorrectes, ce qui génère la profonde méfiance de la péninsule. Le président Herrera organise son gouvernement sur des bases centralistes, dans l'objectif de réviser les conventions avec le Yucatán considérées comme contraires aux bases organiques de son gouvernement.
Fin 1845, le Congrès mexicain condamne les conventions de décembre 1843, les Yucatèques savent que le « caractère exceptionnel » sera aboli par l'union avec le Mexique.

### Deuxième période de séparation
L'attitude du président mexicain est à l'origine de la déclaration d'indépendance du 1er janvier 1846 par l'Assemblée Départementale du Yucatán. Yucatán connait plusieurs conflits internes, à côté du conflit avec le Mexique : les partisans de Mérida dirigés par Miguel Barbachan, les partisans de Campeche dirigés par Santiago Méndez. À cela s'ajoute un troisième conflit entre le gouvernement local et les « indigènes », servant de chair à canon dans la guerre contre le Mexique et payant les impôts excessifs nécessaires qu'elle exige.

#### Mérida contre Campeche et l'invasion nord-américaine
Le 25 septembre 1846, le gouvernement mexicain dénonce les lois du 21 février et reconnaît les traités de 1843 entre le Mexique et le Yucatán, la Constitution mexicaine de 1824 est rétablie et le pays retrouve un caractère fédéraliste.
À Mérida, la nouvelle est bien reçue et la population est prête à une réincorporation dans la « Fédération mexicaine » le 2 novembre 1846. En réaction, à Campeche, le conseil Municipal se prononce contre la réincorporation sachant que le Mexique est en conflit avec les États-Unis. L'invasion américaine a lieu quelques mois plus tard en 1847.
La rivalité entre les caudillos Méndez de Campeche et Barbachano de Mérida atteint un tel niveau qu'à partir de 1847 le Yucatán se retrouve avec un gouvernement à Campeche et un autre à Mérida.
À la suite du déclenchement de la guerre américano-mexicaine, la United States Navy prend la ville de Carmen en octobre 1846, affectant les exportations de Campeche. Les habitants de Campeche choisissent de rester neutres dans la guerre contre les États-Unis afin de récupérer le contrôle de ses ports. Campeche se prononce contre le gouvernement de Mérida le 8 décembre 1846, Campeche utilise les indigènes pour prendre le contrôle de la péninsule, ce qui suscite la terreur et la consternation le long des côtes de l'État. Le 21 février 1847, la capitale se retrouve à Campeche et le gouvernement de la péninsule aussi sous la direction de Santiago Méndez.

#### Washington
Le gouvernement de Campeche envoie une délégation conduite par le magistrat José Rovira à Washington pour éviter le blocus du reste des ports de la péninsule[réf. nécessaire]. Elle met en avant la position de neutralité du Yucatán pendant la guerre mexicaine contre les États-Unis, et que le Yucatán n'a pas à appuyer le Mexique du fait des nombreuses injustices commises contre les Yucatèques par les gouvernements mexicains centralistes, le commerce avec le Golfe du Mexique étant fondamental pour la survie du Yucatán. Elle va jusqu'à proposer l'annexion de la région par les États-Unis[réf. nécessaire].

#### La Guerre des castes
Les Mayas sont exaspérés de leur situation et le 30 juillet 1847 se soulèvent contre la population blanche et métisse. En 1848, la guerre des castes se développe dans toute la région et est en passe d'être gagnée par l'extermination de la population blanche et métisse[réf. nécessaire].
Le gouvernement de Santiago Méndez Ibarra (es) ne pouvant pas contrôler la situation, une commission à Washington fait une offre formelle afin que le Yucatán soit annexé par les États-Unis. Le président Polk accepte l'idée et propose le « Yucatan Bill » au Congrès, qui la rejette[réf. nécessaire]. Le soulèvement indigène est tellement puissant que la population non-indigène risque de disparaitre. Méndez offre la souveraineté yucatèque en échange d'un soutien militaire au gouverneur de l'île de Cuba, à l'amiral de Jamaïque, aux ministres d'Espagne et du Royaume-Uni, mais aucun ne répond à l'offre[réf. nécessaire].

#### Réincorporation définitive au Mexique
Méndez décide de se retirer du gouvernement Yucatèque et, en avril 1848, Miguel Barbachano prend le relai. Le premier acte de Barbachano est d'informer le gouvernement mexicain, qui se trouve alors dans la ville de Santiago de Querétaro, de la situation catastrophique du fait de la guerre des castes, et sollicitant une aide militaire et économique[réf. nécessaire].
Le président mexicain, José Joaquín Herrera, voit d'un bon œil le geste de Miguel Barbachano (es) et le 14 juillet 1848 offre 150 000 pesos aux Yucatèques (des 3 millions que les États-Unis avaient offert pour indemnisation au Mexique du fait de la guerre)[réf. nécessaire]. Le gouvernement mexicain envoie armes et munitions[réf. nécessaire], et également le message suivant à Barbachano : « il est inutile, M. le Gouverneur, qu'après avoir exposé à V.E. les souhaits de la nation, les sentiments des représentants, et la conduite du Gouvernement en ce qui concerne le Yucatán, je m'étende pour vous convaincre de l'intérêt important que suscite cet État, et de la décision du Gouvernement de le sauver. Pour l'administration actuelle, tous les malheurs passés ne doivent être remémorés, sinon comme une sévère leçon qui pointe à tous le devoir de réparer une telle infortune. Monsieur le Président ne voit dans le Yucatán qu'une partie très intéressante de l'Union ; et dans ses citoyens, des frères livrés à la furie implacable de sauvages. »[réf. nécessaire]

## Drapeau de Yucatán
Rodolfo Menéndez de la Peña, historien, décrit ainsi le drapeau du Yucatán : « le drapeau yucatèque se divise en deux parties : à gauche, une de couleur verte, et à droite, une autre avec trois bandes, de couleur rouge en haut et en bas et blanche au milieu. Sur le domaine ou pavillon vert du drapeau sont mises en valeur cinq belles étoiles qui symbolisent les cinq départements par lesquels est divisé le Yucatán par Décret du 30 novembre 1840, à savoir : Mérida, Izamal, Valladolid, Tekax et Campeche. »[réf. nécessaire] Les couleurs du drapeau yucatèque sont identiques à celles du drapeau mexicain, avec diverses versions des cinq étoiles décrites[réf. nécessaire].